# My Summer Car
My Summer Car est un jeu vidéo de survie en monde ouvert, en développement par le finlandais Johannes Rojola d'Amistech. Il est sorti en accès anticipé sur Steam le 24 octobre 2016.

## Système de jeu et paramètres

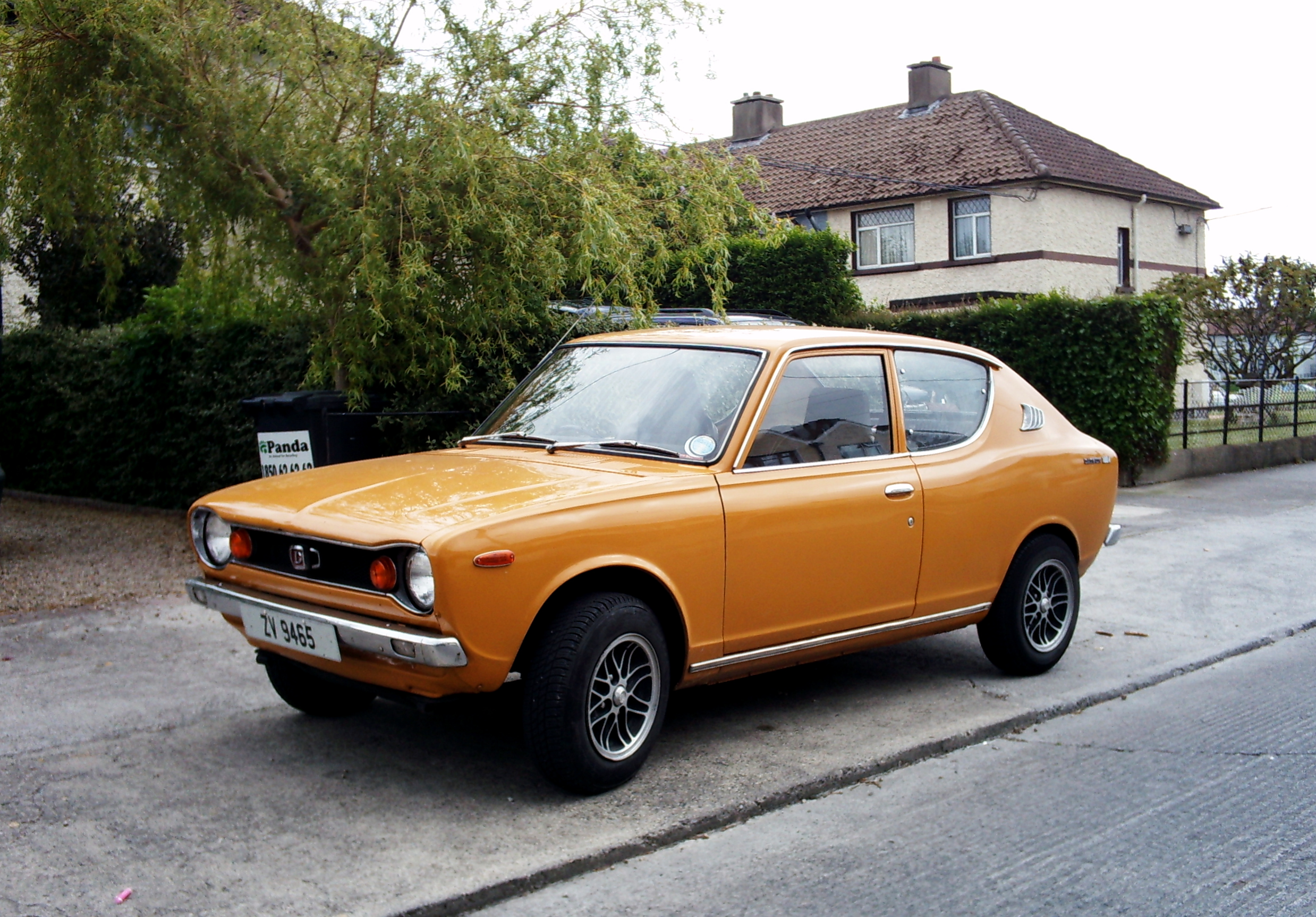
La Datsun 100A, la voiture principale modélisée dans le jeu.

My Summer Car se déroule dans la campagne finlandaise au cours de l'été 1995, où le joueur âgé de 19 ans est à la maison pendant que ses parents sont en vacances à Tenerife. Le joueur doit assembler, restaurer et améliorer le Satsuma AMP délabré de son père (inspiré de la Datsun 100A) en utilisant les pièces de voiture dispersées à l'intérieur du garage, ainsi qu'en achetant de nouvelles pièces. Pour gagner de l'argent afin d'acheter les composants de la voiture, le joueur peut effectuer diverses tâches pour ses voisins, comme livrer du bois de chauffage sur une remorque tirée par un tracteur, utiliser un hydrocureur pour vider des fosses septiques, faire du ramassage de fraises chez un fermier voisin, ou fabriquer du kilju (vin de sucre maison finlandais) et le vendre à un voisin alcoolique. Après avoir passé la Satsuma au bureau d'inspection des véhicules et installé les pièces de rechange appropriées (qui peuvent être obtenues en envoyant un bon de commande à un revendeur de pièces), la voiture du joueur est éligible pour participer à un événement hebdomadaire de rallye amateur pour courir la chance de gagner un trophée et de l'argent. En outre, un ordinateur peut être acheté dans le dépanneur local à des fins récréatives uniquement.
Construire la voiture n'est pas évident car le joueur doit la construire de A à Z. Au début du jeu, la voiture est entièrement démontée jusqu'au dernier boulon, et le joueur doit placer chaque pièce à son emplacement correct, y compris les boulonner un par un avec la clé de la bonne taille. La plupart des pièces s'emboîtent correctement et il est tout à fait possible d'assembler la voiture de manière erronée, par exemple en omettant un joint de moteur ou un boulon entraînera la défaillance du véhicule. En plus de l'essence, la voiture nécessite également l'entretien de fluides supplémentaires, y compris l'huile moteur, le liquide de refroidissement du radiateur et les liquides de frein pour les freins et l'embrayage, qui s'épuisent en utilisation et en temps. La voiture peut être endommagée à la fois à l'extérieur et à l'intérieur; le pare-brise peut être cassé et la carrosserie peut être bosselée (elle peut être réparée avec une masse ou en payant le mécanicien local), tandis que le moteur peut être endommagé par la rétrogradation à haut régime ou l'utilisation imprudente d'oxyde nitreux.
Le joueur a également accès à divers autres véhicules pré-assemblés qui ne nécessitent qu'un ravitaillement en carburant pour l'entretien, comme une fourgonnette appartenant à son oncle qui est capable de transporter de grandes charges, un tracteur et un camion septique (qui appartient également à son oncle) à des fins utilitaires, un cyclomoteur et une chaloupe à un quai à proximité qui permet de voyager à travers le lac massif. Le cyclomoteur et le bateau nécessitent tous deux du carburant à deux temps, tandis que la fourgonnette, le tracteur et le camion septique nécessitent du diesel. Le mazout peut également être utilisé pour les véhicules diesel, bien que cela entraînera une amende par la police s'il est pris. Le mécanicien local peut également prêter provisoirement sa muscle car tout en entretenant le véhicule du joueur, mais détruira cette dernière si sa voiture n'est pas rendue à temps. Enfin, le joueur peut gagner un break délabré (et infesté par un nid de guêpes) en pariant sa voiture au ventti avec un autre habitant du village. Tous les véhicules routiers du joueur ont la capacité supplémentaire de se remorquer les uns les autres ainsi que des épaves de voitures pouvant être revendues au garagiste local. Les crashs à grande vitesse peuvent tuer le joueur; le jeu propose également en option une mode de mort permanente.
Le jeu offre également au joueur la possibilité de modifier facilement mais manuellement certains fichiers du jeu, le joueur sera alors invité à changer la photo d'identité du permis de conduire du personnage, à remplacer le drapeau dans le garage (l'original étant le drapeau finlandais) ou aussi les posters présents dans la chambre du personnage, à créer une peinture personnalisée pour la voiture qui devra être appliquée par le garagiste dans le jeu, et même à rajouter des fichiers de musiques pour une station de radio secondaire (qui ne passe que des musiques personnalisées), ou pour un CD qui sera lisible dans le jeu à l'aide de l'autoradio avec lecteur CD.

## Développement
My Summer Car est principalement développé par une petite équipe de développement indépendante composée de Johannes Rojola ("ToplessGun"/"RoyalJohnLove") et Kaarina Pönkkä, ainsi que des amis qui participent à la musique et aux voix off. Le développement fermé et les tests bêta du jeu avaient été documentés dès le milieu de 2013, avec des extraits préliminaires de l'avancement du développement sur la chaîne YouTube et les comptes Twitter de Rojola. Les commentaires de développement faisaient allusion au jeu conçu intentionnellement pour être un simulateur de vie ainsi qu'un simulateur de voiture, avec une plus grande difficulté à gagner sa vie et à posséder, à entretenir et à conduire la Satsuma (voiture du joueur) en plus des mécanismes de survie. Le jeu sortira plus tard en tant que jeu à accès anticipé via le programme Greenlight de Steam le 24 octobre 2016 et continue d'être mis à jour progressivement avec de nouvelles fonctionnalités et des révisions mises à disposition via sa branche de développement et des mises à jour publiques. Le 29 mai 2020, une suite; My Winter Car a été annoncée.

## Accueil
Brendan Caldwell de Rock, Paper, Shotgun a affirmé que le jeu était "drôle, détaillé et complètement déroutant". Nathan Grayson de Kotaku dit que le jeu est "janky et bizarre comme de la merde, mais amusant". Caldwell et Martin Robinson d'Eurogamer ont comparé la courbe de difficulté du jeu à Dark Souls.
My Summer Car a également fait l'objet d'éloges de la part de la communauté finlandaise des joueurs, remportant le prix «Kyöpelit» du jeu de l'année 2016 du public aux Finnish Game Awards (fi) 2017 et d'être inclus au Musée finlandais des jeux parmi les 100 entrées de jeu du musée en 2018.

## Voir également
- Yttilä - L'inspiration pour Peräjärvi.